# 연세대학교 언더우드관
연세대학교 언더우드관(延世大學校 Underwood館)은 1925년에 준공된 옛 연희전문학교(현재 연세대학교)의 건물로, 대한민국의 사적 제276호이다.

## 역사
언더우드관은 설립자 호러스 그랜트 언더우드(영어: Horace Grant Underwood, 한국어: 원두우(元杜尤), 1859년 ~ 1916년)를 기념하기 위해 명명된 건물이다. 설립자인 언더우드는 1885년에 내한하여 1915년에 연세대학교의 전신인 조선기독교대학(Chosun Christian College)을 설립하는 등 헌신적으로 선교와 교육사업을 하다가, 신병으로 미국으로 귀국하여 1916년에 사망하였다.
이 건물은 학관(學館)으로 일명 문학관이라 한다. 연희캠퍼스에서 스팀슨관·아펜젤러관에 이어 3번째 석조 건물이다. 연희전문학교의 초대 교장인 올리버 에비슨(영어: Oliver R. Avison, 한국어: 어비신(魚丕信) 1860년 ~ 1956년)은 언더우드의 아들인 호러스 호톤 언더우드(영어: Horace Horton Underwood, 한국어: 원한경(元漢慶), 1890년 ~ 1951년)으로 하여금 초석을 놓게 했다.
설계자는 헨리 머피(Henry Killian Murphy)이며, 공사 감독관은 화학과 교수인 밀러(E. H. Miller)였다. 이 건물은 스팀슨관이 준공되고 나서 1921년 10월에 착공하여, 1925년 6월에 준공하였는데, 지상 3층(중앙탑 5층), 건축면적 693.4m2(209.63평) 규모였다. 이 건물은 초기 마스터플랜 상의 중심축인 백양로의 종점에 위치하여, 그 좌우에 스팀슨관과 아펜젤러관이 같이 있어, 캠퍼스 내에서 시각적 정점(terminal vista)을 형성한다. 동상을 중심으로 조성된 정원은 하늘에서 보면 미국, (米國)의 미 자 형으로 구획되었다는 설과 고국을 그리워하며 영국국기인 유니온 잭 (Union Jack)으로 구획하였다는 해석도 있다. 이는 학교의 초대교장인 언더우드와 2대 교장 애비슨 모두가 영국 출신의 미국과 캐나다 이민자였다는 공통점이 반영된 결과였는지도 모르겠다.
전체적인 건축 특징은 스팀슨관과 유사하다. 좌우대칭의 단순한 장방형 평면으로, 백양로 축상에 5층 높이의 중앙탑을 일치시키고 전면 좌우 측에 베이 윈도(bay window)를 설치하여 기념성을 높였다. 외벽은 넓은 창과 장식이 없는 석조 외벽으로 단순한 외관으로 처리되었다. 주 외장 재료는 주변 산에서 채취한 흑록색(黑綠色) 운모편암석으로 거친 마감상태로 사용되었다. 창문 테두리는 다듬은 화강암을 썼다. 주 출입구 1층에는 튜더 아치(tudor arch)를 사용하였다. 지붕은 박공지붕에 슬레이트 마감하였으며, 목조트러스 구조였을 것으로 추정된다.
이 건물은 1950년에 한국 전쟁으로 소실되어 내부와 지붕부가 크게 파괴되었으며, 전후 복구되었다. 이 건물은 20세기 초기의 대표적인 대학 캠퍼스인 연희전문학교 캠퍼스의 중심건물이면서 그 보존 상태가 우수하여 역사적 가치가 크다.

## 같이 보기
- 연세대학교
- 연세대학교 스팀슨관
- 연세대학교 아펜젤러관